# Hohentwiel (Schiff)
Das österreichische Dampfschiff Hohentwiel ist ein Schaufelraddampfer auf dem Bodensee.
Es ist das einzige noch betriebene Dampfschiff und zugleich das älteste immer noch verkehrende Passagierschiff auf dem Bodensee. Im Charterbetrieb fährt die Hohentwiel auf dem Obersee und dem Überlinger See. Sie liegt im österreichischen Hard bei Bregenz.

## Geschichte
Die Hohentwiel lief 1913 in Friedrichshafen vom Stapel. Benannt ist sie nach dem in der Nähe des Bodensees gelegenen Hausberg der Stadt Singen im Hegau, dem Hohentwiel, der damals eine württembergische Exklave in Baden war. Weil sie bis 1918 vom letzten König von Württemberg Wilhelm II. gelegentlich für repräsentative Veranstaltungen verwendet wurde, wird sie auch als „ehemalige Staatsyacht“ bezeichnet.
Im Jahr 1962 wurde sie ausgemustert und zu einem Clubheim mit Restaurant umgebaut. Anfang der 1980er-Jahre wurde sie vor der Verschrottung gerettet, und 1990 war die Restaurierung beendet. Das Schiff hat dank der recht erfolgreichen Renovierungsarbeiten eine Klassifikation des Germanischen Lloyds.
Seine Eigentümer waren:
- 1913–1919: Königlich Württembergische Staats-Eisenbahnen (K.W.St.E.)
- 1920–1945: Deutsche Reichsbahn
- 1945–1952: Generaldirektion der Südwestdeutschen Eisenbahnen
- 1952–1962: Deutsche Bundesbahn
- 1963–1984: Bregenzer Segelclub

Seit 1984 ist der Verein Internationales Bodensee-Schifffahrtsmuseum e. V. (IBSM) Eigentümer des Schiffes.

### Erste Inbetriebnahme
Ab 1911 konzipierte der Oberbaurat der Königlich Württembergischen Staats-Eisenbahnen (K.W.St.E.) Eugen Kittel die Hohentwiel als Halbsalondampfer; sie wurde 1913 als letztes eigenes Dampfschiff der K.W.St.E. in Dienst gestellt.

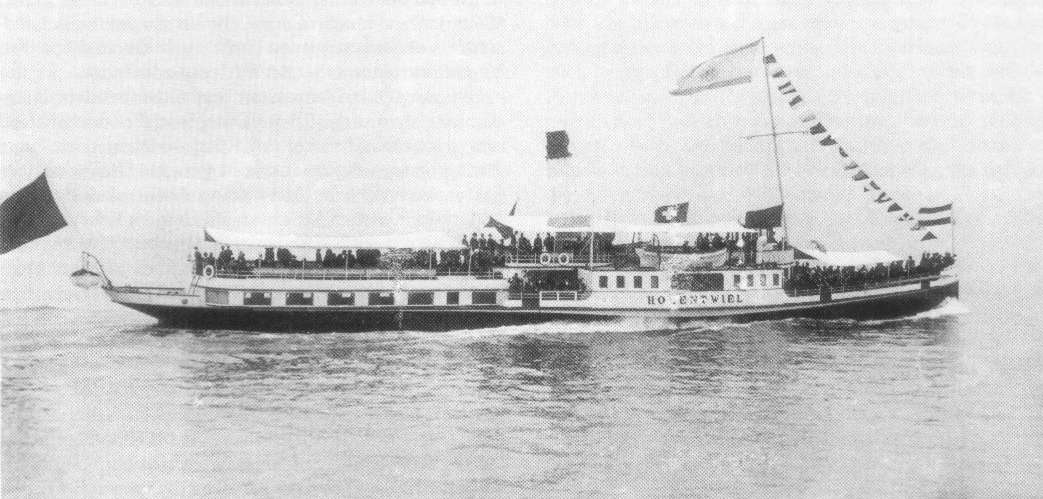
Die Hohentwiel am 8. Juli 1913, festlich geschmückt am 75. Geburtstag des Grafen Ferdinand von Zeppelin

Die Schweizer Werft Escher Wyss & Cie. baute die Hohentwiel, wie einen Großteil der Bodenseedampfschiffe, in Zürich. Die Teile wurden dort gefertigt, dann per Bahn nach Friedrichshafen transportiert und in der Werft zusammengebaut. Der Bau kostete 375.000 Mark. Am 8. Juli 1913 feierte Ferdinand von Zeppelin seinen 75. Geburtstag auf der Hohentwiel. Das neue Dampfschiff wurde bald nach seiner Indienststellung im Obersee-Längsverkehr zwischen Konstanz und Bregenz eingesetzt.
Der 1914 beginnende Erste Weltkrieg hatte kaum Einfluss auf die Deutsche Bodenseeschifffahrt. Der Kursverkehr wurde zwar ausgedünnt, aber bis Oktober 1919 aufrechterhalten. Ab April 1920 konnte der gesamte Oberseekurs wieder befahren werden. Im gleichen Jahr wurden die Schiffe der einstigen württembergischen, badischen und bayerischen Länderbahnen von der Deutschen Reichsbahn übernommen.

### 1920–1952
In den 1920er-Jahren nahm der Personenverkehr rasch wieder zu, und es kam zu einem Wandel weg von der Verkehrsflotte hin zur Vergnügungsflotte. Nicht mehr die Berufspendler, Schüler oder der Güterverkehr beherrschten die Schifffahrt, sondern der Ausflugsverkehr von Feriengästen und Wochenendbesuchern. Dazu wurden Fahrgastschiffe mit immer größeren Fahrgastkapazitäten benötigt. Im Winter 1932/1933 wurde die Hohentwiel in der Bodan-Werft in Kressbronn am Bodensee umgebaut. Auf dem bisher für den Güterverkehr offenen Vorschiff wurde ein Salon aufgebaut.
Auf dem Oberdeck entstand ein weiterer kleiner Salon, und das Steuerhaus kam ein Deck höher, wo eine breite Kommandobrücke hinzukam. Diesem Umbau fiel die Original-Einrichtung aus dem Jahr 1913, die vom Stuttgarter Künstler Bernhard Pankok entworfen worden war, zum Opfer. Gleichzeitig wurden, wie bei anderen Dampfschiffen (zum Beispiel Lindau und Stadt Meersburg) seitliche Stabilitätswulste zur Verbesserung des Auftriebs angebracht. Diese Umbauten hatten unter anderem (Verdrängung, Tiefgang) vor allem zur Folge, dass jetzt 850 Fahrgäste zugelassen wurden, das heißt, 150 Fahrgäste mehr als bis dahin.
Bis zum Beginn des Zweiten Weltkriegs war die Hohentwiel uneingeschränkt im Kursverkehr eingesetzt. Im Zweiten Weltkrieg wurde sie weiterhin auf den wenigen noch aufrechterhaltenen Schiffskursen ab Friedrichshafen eingesetzt. Die Bombennacht, bei der Friedrichshafen im März 1944 in Schutt und Asche versank und mehrere Schiffe zerstört wurden (darunter ihr Schwesterschiff Friedrichshafen), verschonte die Hohentwiel. Sie konnte in Konstanz rechtzeitig vor dem Auslaufen zur Kursfahrt nach Friedrichshafen zurückgehalten werden.
Am Ende des Krieges gab es nur noch ein Dampfschiff in Friedrichshafen, die Hohentwiel. Später wurde ein weiteres Dampfschiff, die Lindau (damals hieß sie vorübergehend Hoyerberg), nach Friedrichshafen verlegt.

### 1952–1962

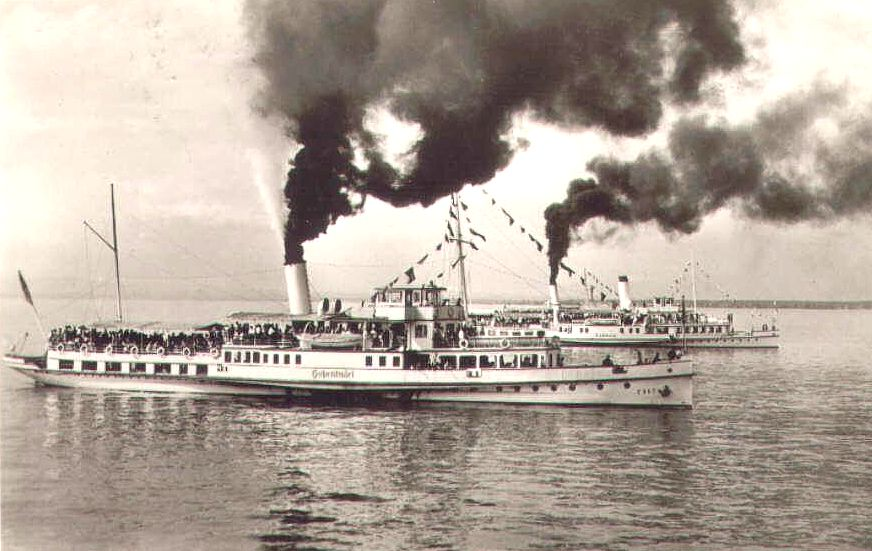
Die Hohentwiel 1951 an der Wettfahrt um das Blaue Band des Bodensees

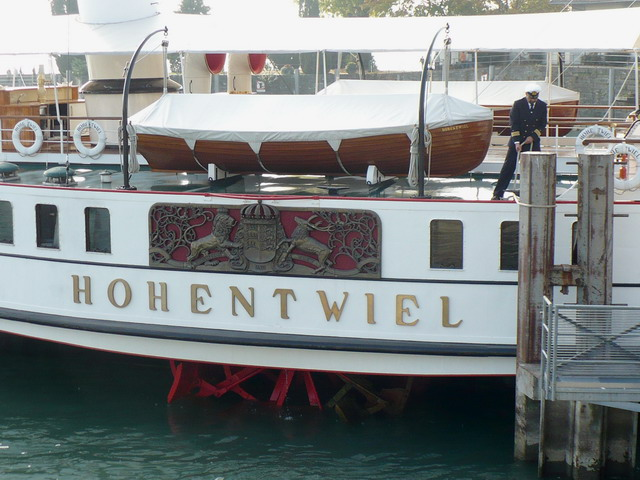
Württembergisches Wappen an der Hohentwiel

Zu Beginn der 1950er-Jahre nahm die Hohentwiel an den legendären Wettfahrten um das Blaue Band des Bodensees teil. Dabei erreichte das Schiff in den Jahren 1950 und 1954 hinter den favorisierten Schiffen Austria und Stadt Überlingen jeweils den zweiten Platz. 1960 wurde die Hohentwiel nach der Ausmusterung der Stadt Meersburg nach Konstanz verlegt und überwiegend auf dem Überlinger See eingesetzt.
Am Beispiel der Hohentwiel soll die in den 1950er-Jahren übliche neunköpfige Schiffsbesatzung eines Bodensee-Dampfschiffs dargestellt werden. Deckspersonal: Kapitän, (Ober-)Steuermann, drei Matrosen und Hilfsmatrosen, Schiffskassierer. Maschinenpersonal: (Ober-)Maschinist, zwei Schiffsheizer. Hinzu kam das Küchenpersonal, meistens Koch, Küchenhilfe, zwei Bedienungen. (vgl. Schiffsbesatzung des großen Motorschiffs Schwaben und des kleineren Motorschiffs Überlingen, vormals Höri).
Dann begann das Dampfersterben im Bodensee, das auch vor der Hohentwiel nicht Halt machte. Im Jahr 1960 wurde die Hohentwiel noch als Ersatz für das ausgemusterte Schiff Stadt Meersburg nach Konstanz verlegt. Der Verschrottung im Jahr 1961 entging sie, weil das Ersatzschiff München durch eine Explosion auf der Bodanwerft in Kressbronn verspätet abgeliefert wurde. Die Hohentwiel wurde mit einem defekten Dampfeinlassventil am Hochdruckzylinder am 1. November 1962 ausgemustert, nachdem die neue München in Dienst gestellt worden war.

### 1963–1984: Clubheim
Der Bregenzer Segelclub, der auf der Suche nach einem Clubheim war, kaufte die Hohentwiel 1963 für 10.000 DM und rettete sie so vor der drohenden Verschrottung. Als letztes Dampfschiff lag das Schiff 20 Jahre lang (1964 bis 1984) als schwimmendes Clubheim im Bregenzer Seglerhafen.

### Ab 1984: Erneute Indienststellung

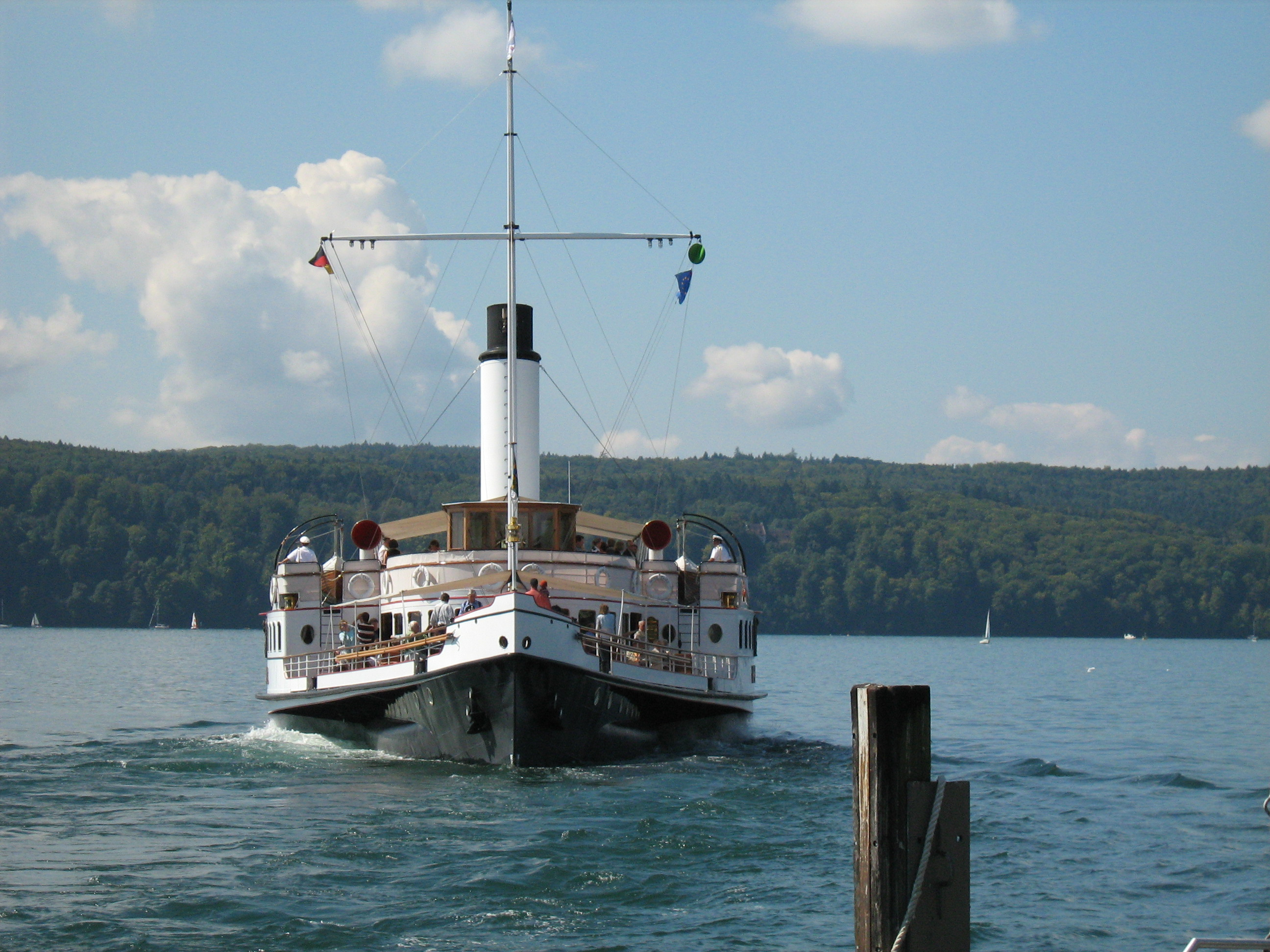
Schaufelraddampfer Hohentwiel

Im Jahr 1984 erwarb der Verein Internationales Bodensee-Schifffahrtsmuseum e. V. (IBSM) den in einem äußerst desolaten Zustand befindlichen Dampfer. Der Verein erreichte durch Spenden und den Einsatz zahlreicher Vereinsmitglieder und freiwilliger Helfer, die Hohentwiel wieder in den Zustand von 1913 zu versetzen, wobei modernste Technik und historisches Material vereint wurden. Die erneute Jungfernfahrt war am 17. Mai 1990. Seither legte sie bis zum Ende der Saison 2022 rund 280.000 km zurück.
Eigentümer des Schiffes ist der Verein Internationales Bodensee-Schifffahrtsmuseum e. V. mit Sitz in Bregenz. Er hat über 2.000 Mitglieder aus Österreich, Deutschland und der Schweiz. Vereinsziel ist der Erhalt der Hohentwiel, was Instandhaltung und Versicherung beinhaltet.
Betreiber und Inhaber der Konzession für den Betrieb des Schiffs war zunächst die Hohentwiel Schifffahrtsgesellschaft m.b.H (HSG), an der der Verein zu 25 % und die Gemeinde Hard als Heimathafen zu 75 % beteiligt waren. Die HSG war für den Betrieb und die Bewirtschaftung des Schiffes zuständig und zahlte eine Miete an das Internationale Bodensee-Schifffahrtsmuseum e. V. Inzwischen wurde die HSG aufgelöst. Als Folgegesellschaft ist die Historische Schifffahrt Bodensee (HSB) mit den Gesellschaftern IBSM, Museumsschiff Oesterreich GmbH (MSOE), der Schweizerischen Bodensee-Schifffahrtsgesellschaft (SBS) und die Marktgemeinde Hard für Gastronomie, Marketing, Verwaltung und Nautik der Schiffe Hohentwiel und MS Oesterreich verantwortlich.

## Heutiger Betrieb

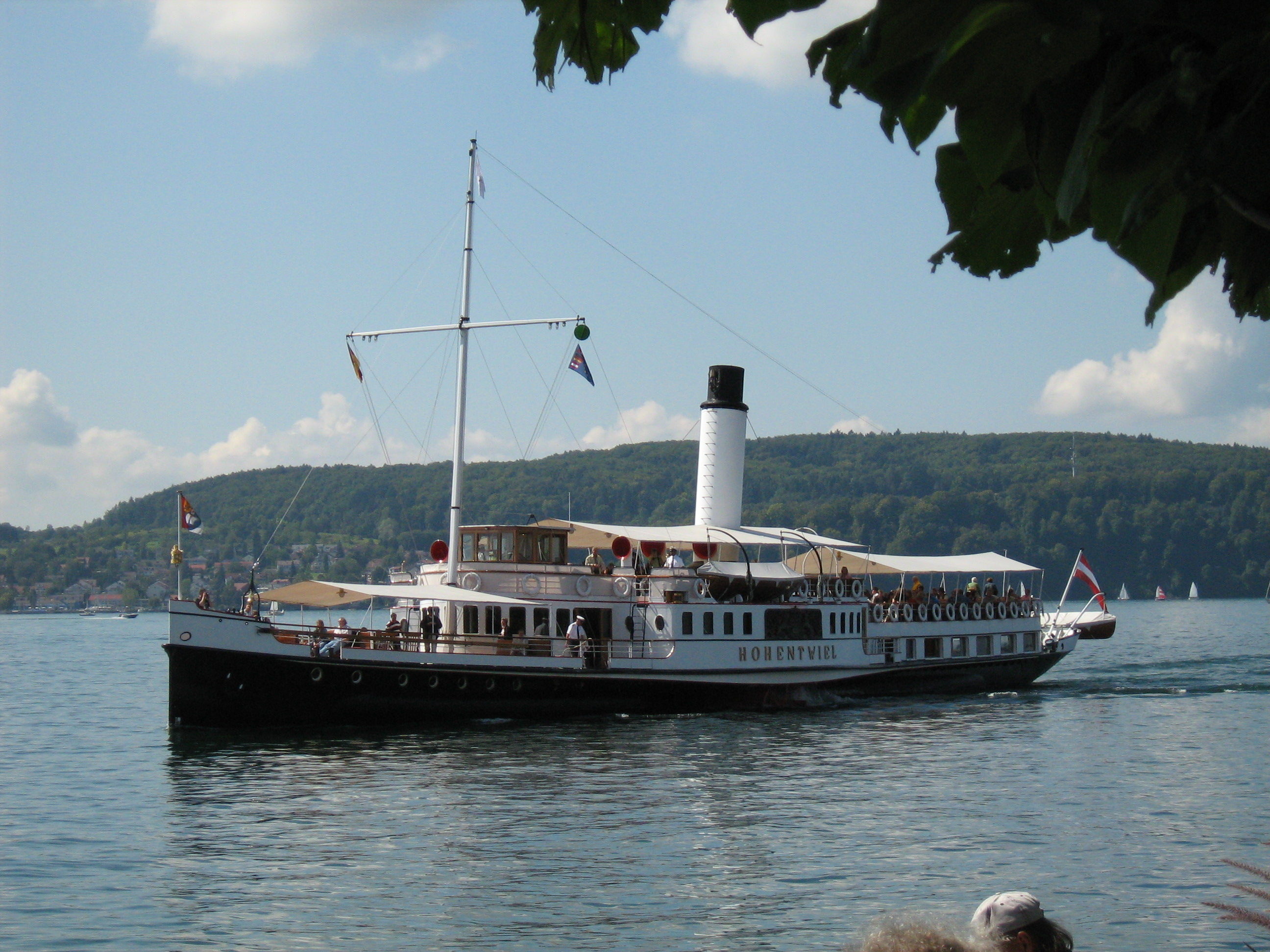
Schaufelraddampfer Hohentwiel 2007

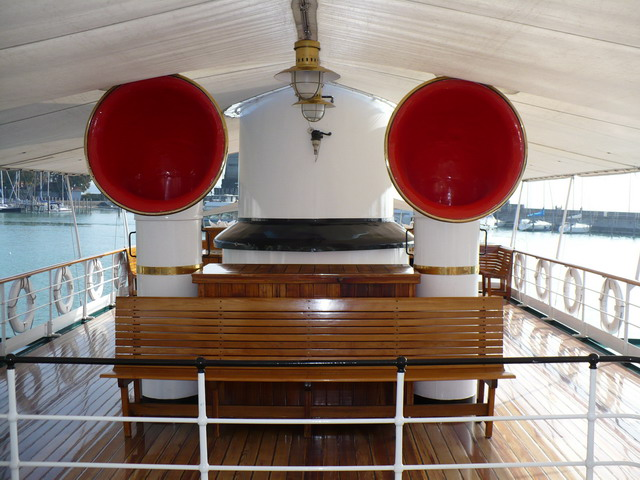
Ansaugstutzen am Sonnendeck

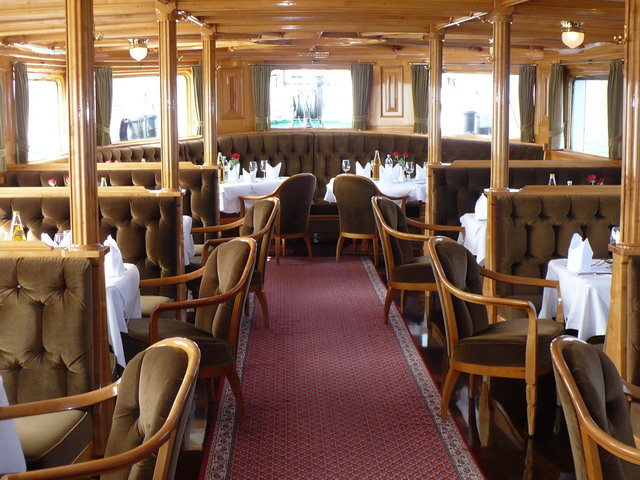
Speiseraum in der Hohentwiel

### Heimathafen Hard
Seit dem 17. Mai 1990 ist das Dampfschiff Hohentwiel, vom neuen Heimathafen Hard (Österreich) aus (Lage), wieder im Einsatz auf dem Bodensee. Hard liegt vier Kilometer südwestlich von Bregenz an der L 202 Richtung St. Margrethen. Das Schiff liegt ab der Ortsmitte von Hard in der Hafenstraße 15 (der verlängerten Kohlplatzstraße) und hat einen eigenen Anlegesteg. In den Räumen unter Deck sind etwa 170 Sitzplätze, auf Deck im Freien unter Sonnensegeln etwa 130 Plätze verfügbar. Sie wird allerdings nicht mehr wie von 1913 bis 1962 mit Steinkohle befeuert, sondern seit 1990 zugunsten der Umwelt und der Wirtschaftlichkeit mit schwefelarmen leichtem Heizöl.

### Rundfahrten
Bei kleinen und großen Rundfahrten ab verschiedenen Bodenseehäfen, bei speziellen Themenfahrten mit Programm und auch bei reinen Charterfahrten kann man heute die Fahrt mit dem letzten Schaufelraddampfer des Bodensees erleben. Die Platzverhältnisse sind großzügig, weil die Zahl der Fahrgäste gewöhnlich auf die Hälfte der zulässigen Passagiere beschränkt ist. Statt der höchstmöglichen Geschwindigkeit wird eine wesentlich geringere von nur etwa fünf bis sechs Knoten (10 km/h) gefahren, was eine gute Aussicht auf das nahe Ufer gewährt. Die meisten Fahrten werden von Mai bis September angeboten; von November bis März ruht der Verkehr.
Das behutsame An- und Durchheizen der gesamten Kesselanlage nach der Winterruhe beansprucht drei bis vier Tage, das komplette Herrichten des Schiffes für die Saison nach dem vorangegangenen herbstlichen Einmotten dauert etwa einen Monat.

### Ambiente und Fahrgasträume
Dunkles Teakholz, glänzendes Messing, die Schiffsglocke, die Dampfmaschine, die roten Schaufelräder und das Rettungsboot aus Holz schaffen ein besonderes Ambiente.
Beim seitlichen Zutritt ab Anlegestelle zum Schiff gelangt man zuerst in den salonartigen Mittelteil. Von dort kann man die Treibstangen, den Kurbeltrieb, die die Schaufelräder antreibende Welle und hinter Glas die seitlichen Schaufelräder betrachten. Dieser Raum mit seitlicher Bordküche hat freie Sicht nach vorne. Zum barähnlichen Raum im Vorderteil des Schiffes geht es einige Stufen abwärts. Das natürliche Licht fällt durch die übermannshoch angebrachten Bullaugen ein. Die Sicht nach außen ist also beschränkt. Zum hinteren Salonteil geht es einige Stufen abwärts. Dort ist die Bestuhlung geräumig verteilt und die Sicht nach außen ungehindert. Über den Salonräumen befinden sich die Freiluftdecks mit Sonnenschutzplanen.

## Technische Daten
- Länge über alles: 56,84 Meter
- Breite über alles: 13 Meter
- Maximaler Tiefgang: 1,60 Meter
- Verdrängung: 365 Tonnen
- Antrieb: Dampfmaschine
- Ausführung: schräg liegende doppelwirkende Heißdampf-Zweizylinder-Verbund-Expansionsmaschine mit Kondensation
- Baujahr Dampfmaschine: 1912
- Hersteller: Escher Wyss & Cie., Zürich
- Leistung: 950 PS (rund 700 kW) bei 62/min
- Dampfdruck: 10 bar
- Höchstgeschwindigkeit des Schiffes ab 1913: 29,13 km/h (15,73 Knoten)
- Höchstgeschwindigkeit des Schiffes ab 1988: rund 31 km/h (16,7 Knoten)
- Hersteller Kessel ab 1988: Fa. Huggler, Lauterach
- Dampfkessel ab 1988: zwei Flammrohr-Rauchrohr-Zweizugkessel mit nachgeschaltetem Plattenüberhitzer
- Dampferzeugung Kessel ab 1988: 4 Tonnen Dampf / Stunde bei 7000 Liter Wasserinhalt je Kessel
- Heizfläche Kessel ab 1988: 143 m² (inkl. Überhitzer)
- Heizmaterial: von 1913 bis 1962 Kohle, ab 1962 Heizöl und seit 1988 Heizöl extra leicht[12]

## Ausstellungen
- 100 Jahre Dampfschiff Hohentwiel. Zeppelin Museum Friedrichshafen GmbH, Grenz-Raum, 20. Juni – 4. August 2013.

## Trivia
Die Hohentwiel war 2008 Drehort des 22. James Bond mit Titel „Ein Quantum Trost“ (Originaltitel: „Quantum of Solace“). Laut Drehbuch war ursprünglich geplant, dass der Bond-Widersacher und Geschäftsmann Dominic Greene (Mathieu Amalric) mit dem Bodensee-Schaufelraddampfer an der Tosca-Bühne in Bregenz landet.
Im Jahr 2010 drehte der Regisseur David Cronenberg einige Szenen für den Kinofilm Eine dunkle Begierde (Originaltitel: „A Dangerous Method“), ein Drama um die beiden Väter der Psychoanalyse Sigmund Freud und Carl Gustav Jung, auf dem Schiff.
Die Hohentwiel war 2015 Startschiff der Regatta Rund um den Bodensee.
2019 wurde die seit den 1960er-Jahren verschollene, vom Glockengießer Heinrich Kurtz 1913 gegossene Schiffsglocke der Hohentwiel gefunden und wieder an Bord installiert.
Einige Szenen im Film Der Atem des Himmels spielen auf der „Hohentwiel“.

## Fotos

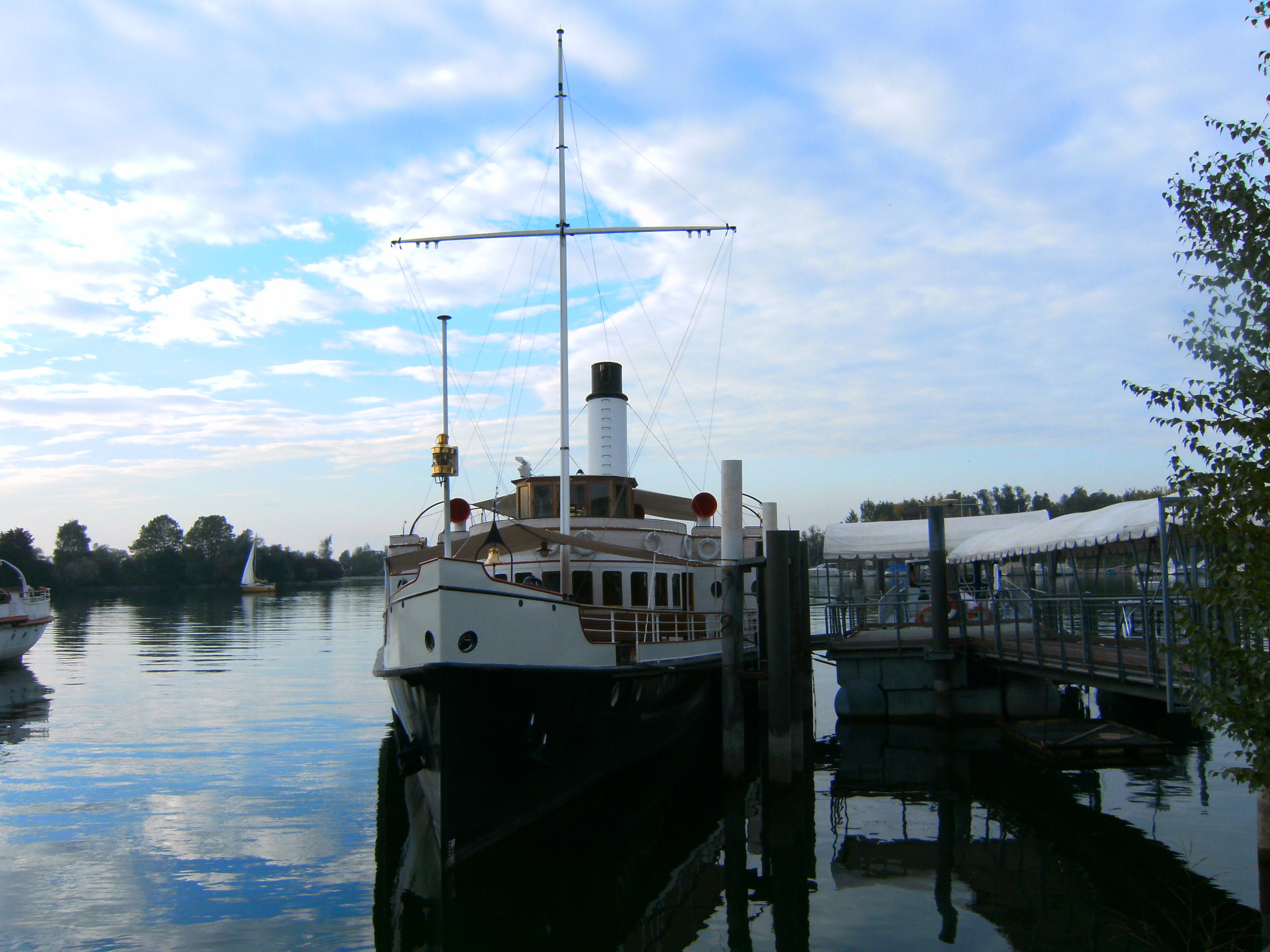
Hohentwiel im Heimathafen Hard, Österreich
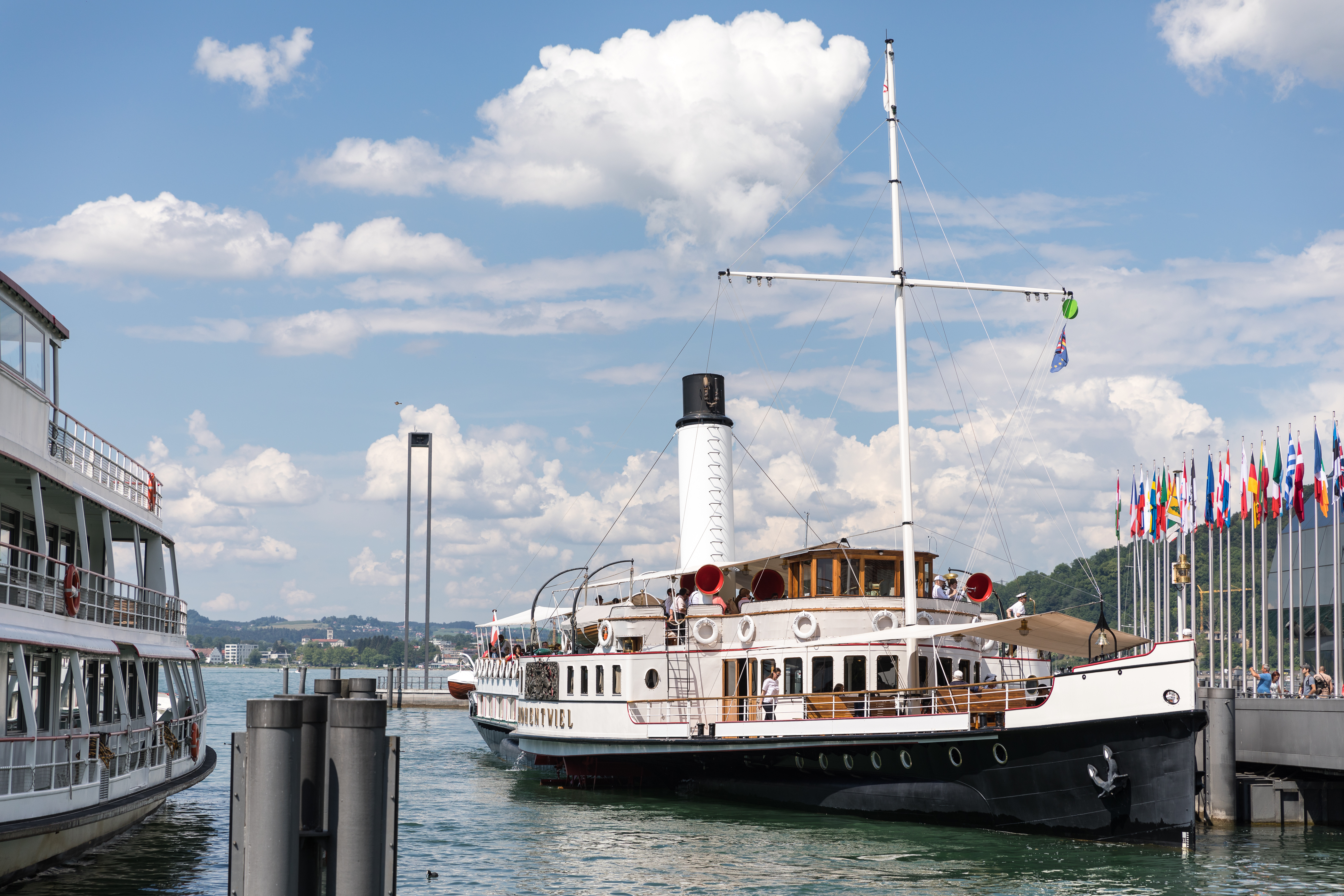
Hohentwiel in Bregenz
Hohentwiel begleitet die Rund Um 2010
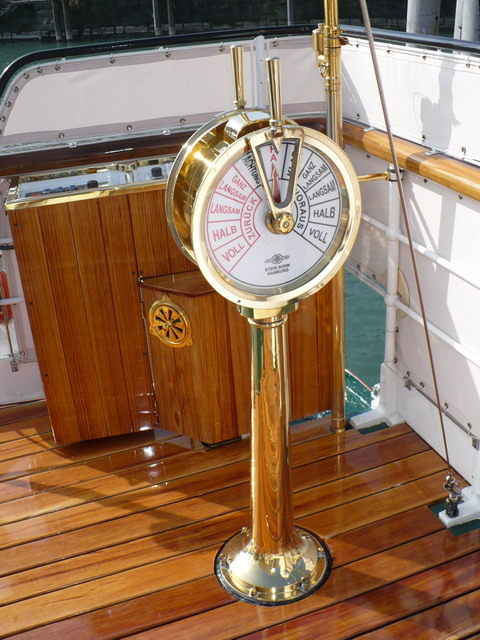
Maschinentelegraf
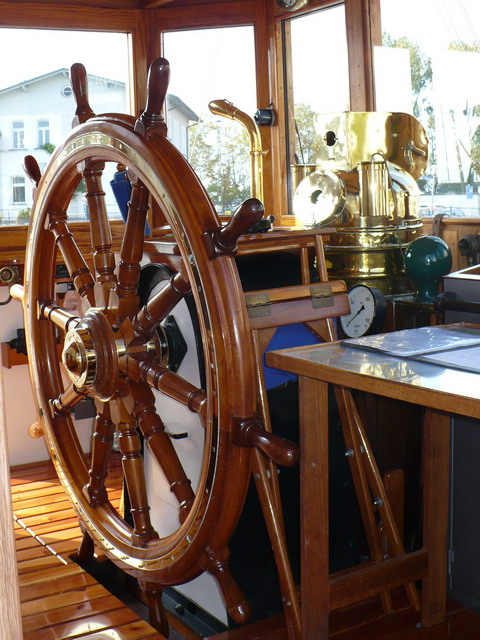
Kommandobrücke mit Steuerrad
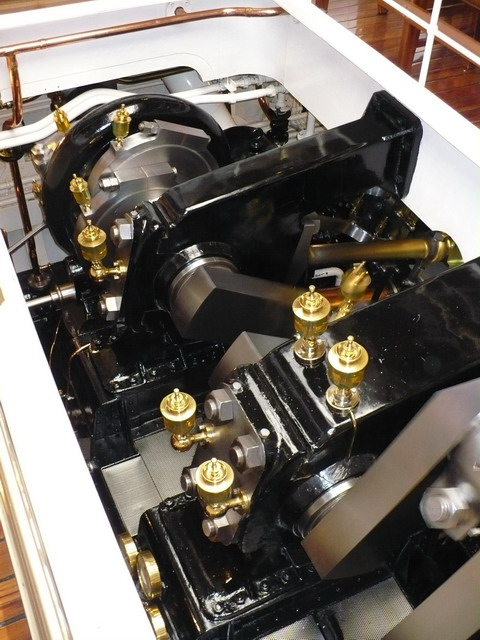
Offene Kurbelwelle der Dampfmaschine